# Ralf Scheepers

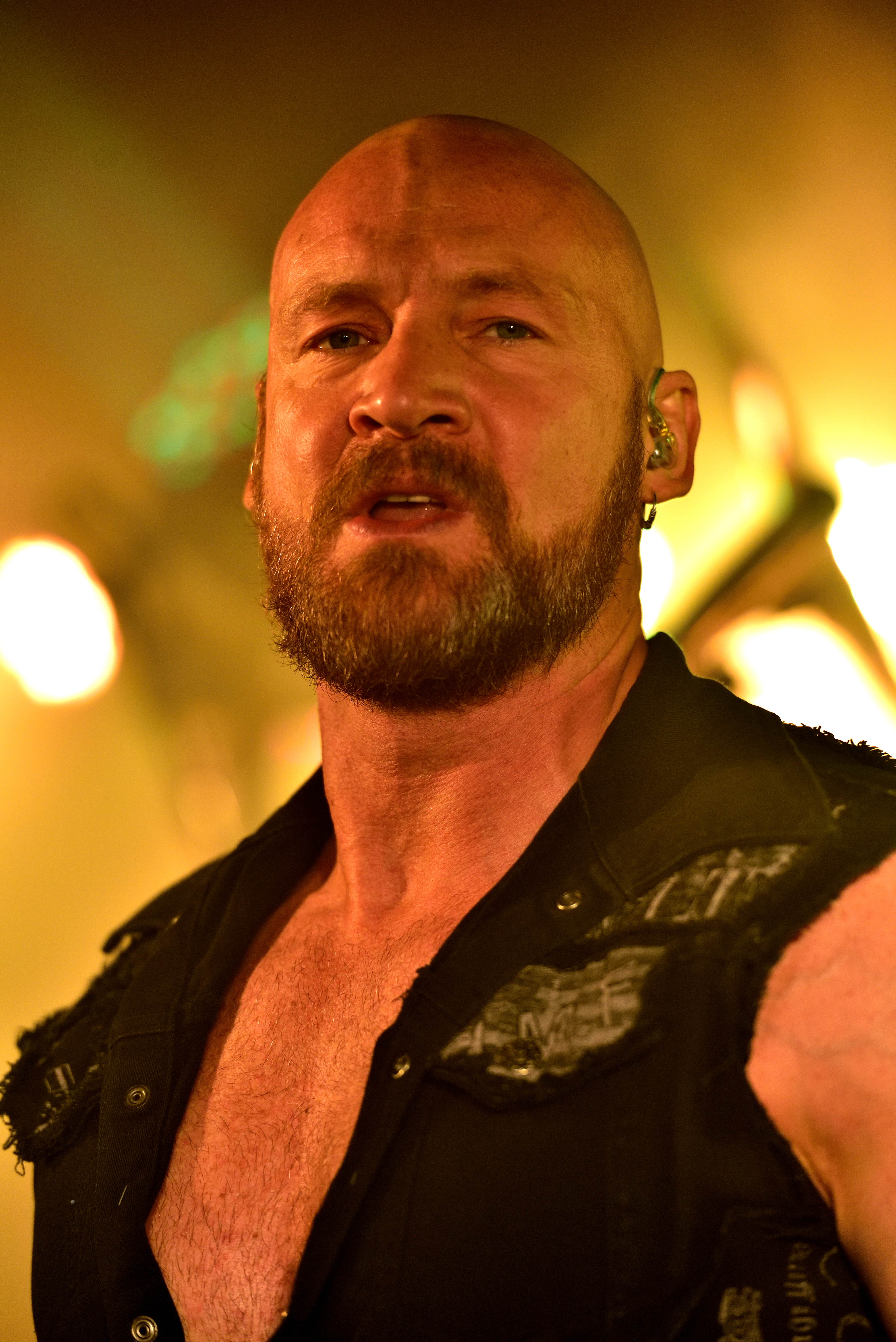
Ralf Scheepers (2016)

Ralf Scheepers är en tysk sångare som sjunger i det tyska metal-bandet Primal Fear. När han gick i skolan lyssnade han på Sweet och Bay City Rollers. Han började lyssna på heavy metal när han fick höra Tokyo Tapes med Scorpions samt Judas Priest Unleashed in the East. Scheepers har en väldigt hög tonad röst och jämförs ofta med Rob Halford i Judas Priest. Har även varit sångare i Tyran Pace 1983–1986 och Gamma Ray 1989–1994.
Ralf Scheepers har också en solokarriär och har hittills släppt ett album under namnet "scheepers" där han gästas av bland andra Kai Hansen (Gamma Ray) och Tim "Ripper" Owens.

## Diskografi

### Tyran' Pace
- Eye to Eye (1983)
- Long Live Metal (1984)
- Watching You (1986)

### Gamma Ray
- Heading for tomorrow (1990)
- Sigh no more (1991)
- Insanity and genius (1993)

### Primal Fear
- Primal Fear (1998)
- Jaws of death (1999)
- Nuclear fire (2001)
- Horroscope (singel)(2002)
- Black sun (2002)
- The history of fear (DVD)(2003)
- Devils ground (2004)
- Seven seals (2005)
- New Religion (2007)
- 16.6 (Before the Devil Knows You're Dead) (2009)
- Unbreakable (2012)
- Delivering the black (2014)

### Solo
- Scheepers (2011)